# Société musicale de Turku
La Société musicale de Turku (finnois : Turun Soitannollinen Seura, suédois : Musikaliska Sällskapet i Åbo) est une association fondée en 1790 à Turku en Finlande.

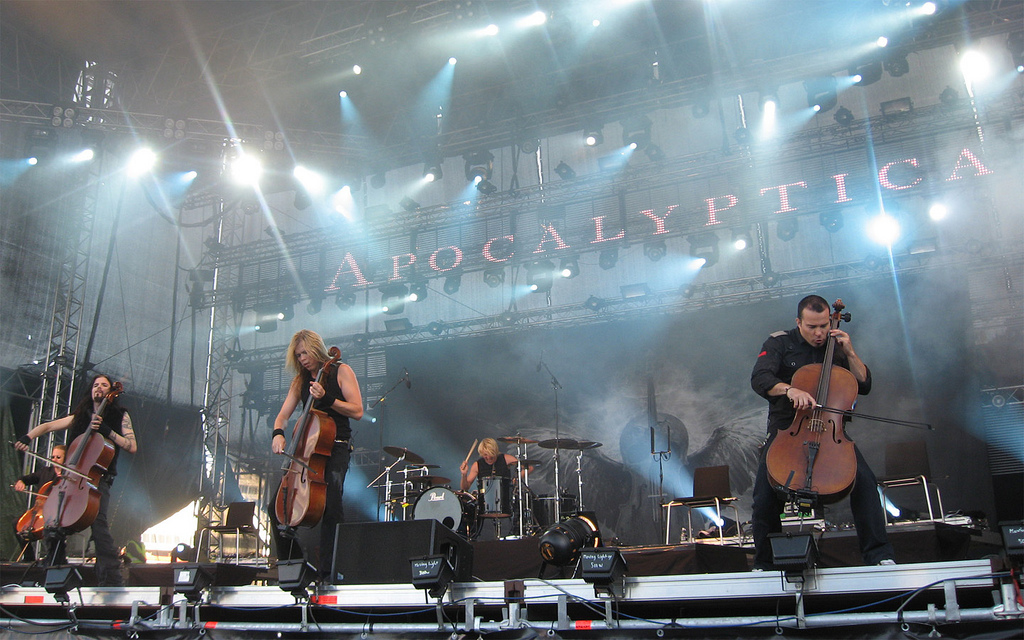
Apocalyptica en scène durant le festival Ruisrock de 2008

## Histoire
C'est la plus ancienne association de Finlande encore en activité. Elle est créée dix ans après le déclin de la société Aurora qui avait aussi l'objectif de développer la culture musicale à Turku. Depuis sa fondation la société a entretenu son propre orchestre. Après la création en 1927 de l'orchestre municipal, l'Orchestre philharmonique de Turku, l'orchestre de l'association n'a plus joué qu'occasionnellement. La Société musicale de Turku a créé le festival de musique de Turku et le festival Ruisrock.

## Présidents
Les présidents de la société sont entre-autres:
- Magnus Wilhelm Armfelt (1790),
- Jakob Gadolin (1794),
- Victor von Stedingk (1800),
- Jacob Tengström (1804–1805),
- Otto Andersson (1930–1958),
- John Rosas (1961–1974),
- Arne Rousi (1975–1996),
- Alarik Repo (1996–2010)
- Emilie Gardberg (2010–2017)
- Eero Linjama (2017–)